# Kirin 810
Kirin 810 — однокристальная система, разработанная китайской компанией HiSilicon Technologies в 2019 году для смартфонов Huawei и Honor. Представлена в июне 2019 года, выпускалась на мощностях TSMC. В состав Kirin 810 входят 7-нанометровый восьмиядерный процессор на 64-битной архитектуре ARMv8, графический ускоритель Mali G52MP6, процессор обработки изображения Kirin ISP4.0, нейропроцессор Ascend D100 Lite под кодовым названием DaVinci и 4G-модем (предположительно Balong 750).
Процессор был представлен 21 июня 2019 года на мероприятии в Ухани. Он ориентирован на смартфоны среднего и средне-высокого сегмента и призван заменить Kirin 710. Первым смартфоном на новой платформе стал Huawei Nova 5.
В связи с развязанной США торговой войной с Китаем на Huawei и её дочерние компании, включая HiSilicon, были наложены санкции. В частности, в мае 2019 года британская Arm Holdings, правообладатель архитектуры ARM, объявила об отказе от лицензирования технологий для HiSilicon, однако Kirin 810 был разработан до того. 15 сентября 2020 года на TSMC из-за запрета было прекращено производство всех процессоров HiSilicon.

## Описание
Kirin 810 изготовлен по 7-нанометровому техпроцессу, являясь вторым по счёту таким процессором HiSilicon после Kirin 980 (за счёт этого HiSilicon стала первой в мире компанией, имеющей в ассортименте 2 семинанометровых мобильных процессора). Он выполнен по схеме big.LITTLE, получил 8 процессорных ядер, из них 2 высокопроизводительных ARM Cortex-A76 с тактовой частотой 2,27 ГГц и ещё 6 энергосберегающих ARM Cortex-A55 с максимальной частотой 1,88 ГГц. Поддерживается Wi-Fi 802.11ac, LTE Cat.12/13 и Bluetooth 5.1. Тип поддерживаемой оперативной памяти — LPDDR4X до 2133 МГц, четыре канала по 16 бит.
SoC снабжена видеоускорителем ARM Mali G52 MP6 с поддержкой технологии Kirin Gaming+. Кроме того, её компонентом является NPU (нейронный процессор) Ascend D100 Lite, обеспечивающий работу технологии Huawei HiAi 2.0.
Производитель позиционирует эту однокристальную систему конкурентом для Snapdragon 730, отмечая, что он превосходит американского конкурента по производительности как процессорных, так и графических ядер. Кроме того, тесты показывают, что нейрочип в Kirin 810 опережает аналогичные компоненты в Snapdragon 855 и Helio P90.

## Технические характеристики
- Количество ядер — 8
- Архитектура — Arm (2 * Cortex — A76, 6 * Cortex — A55)
- Техпроцесс — 7 нм
- Количество транзисторов — 6.9 млрд
- GPU — Mali G52 МР6
- Поддерживаемая оперативная память — до 8 ГБ
- Навигация: GPS, GLONASS, BEIDOU, GALILEO.

## Смартфоны на процессоре Kirin 810
- Huawei P40 Lite
- Huawei nova 5i Pro
- Huawei nova 5
- Huawei nova 5z
- Huawei nova 7i
- Huawei nova 6 SE
- Honor 9X
- Honor 9X Pro
- Honor 20S (китайская версия, не путать с глобальной)
- Honor Play 4T Pro

Также выпущен 1 планшет — Huawei MatePad 10.4.
В марте 2021 года было сообщено, что все смартфоны на Kirin 810 смогут получить операционную систему Harmony OS.

## Тесты в бенчмарках
Antutu 8
CPU — 103259
GPU — 85059
Память — 69725
UX — 58333
Итого — 314701
Geekbench 5
Одноядерный — 610
Многоядерный — 2009
Nanoreview
Производительность CPU — 47
Производительность в играх — 32
Энергоэффективность — 74
Итоговая оценка — 50